# 복식 기관

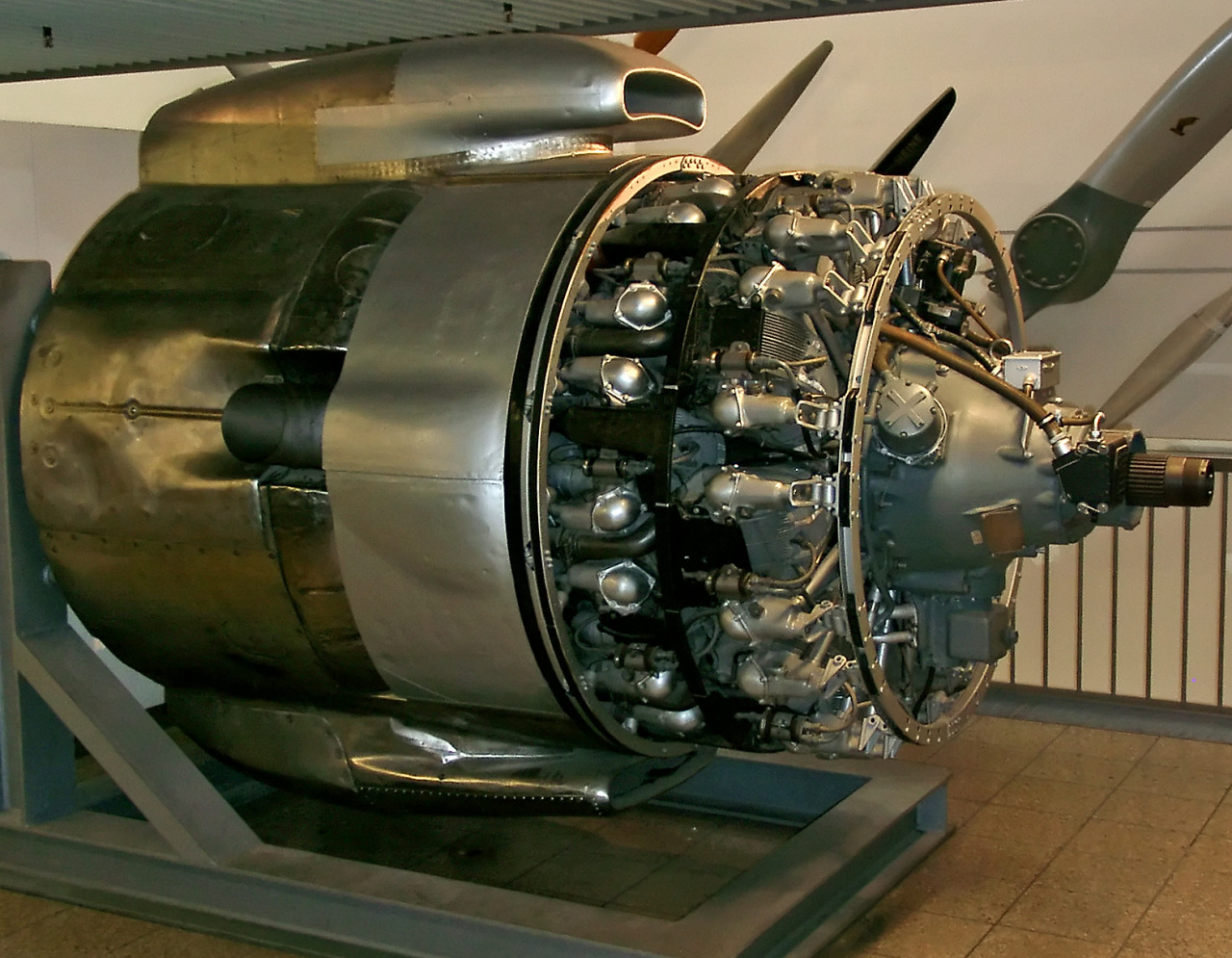

복식 기관은 2번째 단계를 통과하는 첫번째 단계에서, 배기와 같은 작동 유체의 에너지를 회수하기 위한 하나 이상의 의미가 있는 엔진이다.

## 특징
복식 기관은 출력을 내기위해 여러 단계를 사용한다.
합성 용어는 복식 기관보다 덜 제한적이다.

## 복식 증기 기관의 구성
복식 기관의 구성에는 다양한 종류가 있다. 다음에 증기 기관차를 구성하는 예를 나타낸다. 괄호 안은 그 방식을 사용한 대표적인 기술자.

### 2 실린더 복식 기관
- 2 실린더 고압과 저압이 교대로 바뀌는 ‘연속 팽창 기관차’(사무엘 (Samuel) / 니콜슨 (Nicholson))
- 고압 실린더 1 저압 실린더 1 (머레이, 보크레인(Vauclain), 보리스(Borries), 린드너 (Lindner) 골스도르프 (Golsdorf), 하도너(Herdner))

### 3 실린더 복식 기관
- 고압 실린더 2 저압 실린더 1 (웹 Webb)
- 고압 실린더 1 저압 실린더 2 (소바쥬 (Sauvage), 클로제(Klose), 와이어만(Weyermann), 스미스(Smith), 존슨(Johnson), 딜리(Deeley), 샤프론)

### 3 실린더 3단 팽창 복식 기관
- 고압 실린더 1, 중압 실린더 1 저압 실린더 1 (포르타 (계획 만))

### 4 실린더 3단 팽창 복식 기관
- 고압 실린더 1, 중압 실린더 1 저압 실린더 2 (로리(Loree))

### 4 실린더 복식 기관
- 고압 실린더 2 저압 실린더 2 (드글렌(de Glehn), 바비어(Barbier), 보리스(Borries) 골스도르프(Golsdorf), 보 클레인(Vauclain), 말레이시아(관절식 기관차))

### 6 실린더 복식 기관
- 고압 실린더 2 저압 실린더 4 (샤프론)

이들의 실린더는 2개 이상의 축을 구동되기 때문에 미루어 졌거나, 1축에 집중하기 위해서 한줄로 나란하거나, 공통의 크랭크를 구동했기 때문에 고압 실린더와 저압 실린더가 평행이 되기도 한다. 마지막의 시스템은 20세기 초의 미국, 특히 앳치슨 토피카 앤드 샌타페 철도에서 채택되었다.